# Лена Лович
Лена Лович — британская рок-певица югославского происхождения, родившаяся в США; согласно Allmusic — «одна из самых необычных и запоминающихся фигур» новой волны. Наивысшего результата в британских чартах Лович добилась в 1979 году с синглом «Lucky Number» (#3).

## Биография
Лена (Лейне) Лович (англ. Lene Lovich, настоящее имя — Лили-Марлен Премилович) родилась в Детройте 30 марта 1949 года, в семье выходца из Югославии. В тринадцатилетнем возрасте она с матерью-англичанкой переехала в Британию и поселилась в Халле. Два года спустя Лене сбежала из дома и направилась в Лондон, где некоторое время перебивалась случайными заработками и уличными концертами. Позже, заинтересовавшись искусством, Лович поступила в Центральную художественную школу (англ. Central School of Art), где изучала скульптуру. Будучи студенткой, она съездила в Испанию, даже сумела добиться аудиенции у Сальвадора Дали.
В начале 70-х годов Лена занялась музыкой: сначала освоила скрипку, потом саксофон (оставшийся её любимым инструментом). Некоторое время она была участницей групп Bob Flag’s Balloon и Banana Band, затем перешла в трио Sensations. В 1975 году вместе с Лесом Чаппеллом (своим давним другом и партнером) Лена образовала The Diversions: состав, игравший поп-фанк, с синглом «Fattie Bum Bum» поднялся до 33-го места в Британии и записал дебютный альбом Soul Survivors, компанией Polydor Records так и не выпущенный.
В 1976 году Лена в Париже работала с Черроне (она написала английские тексты для двух его альбомов, включая хит-сингл «Supernature») и спела в «S.E.X. as Advertised» группы Bad Taste. Ведущий и диск-жокей Чарли Гиллетт предложил Лович записать кавер-версию «I Think We`re Alone Now» группы Tommy James & the Shondells: сингл был выпущен в 1978 году на Stiff Records..
Дебютный альбом Stateless, записывавшийся при участии музыкантов из групп Sinceros и Roogalator, несмотря на умеренный успех сингла «Say When» (#19), поднялся в Британии до #35, но в Америке, несмотря даже на выход ремикшированной версии, хитом не стал. В 1979 году Лович приняла участие в Be Stiff-туре, провела сольные гастроли и выпустила сингл «Lucky Number», который поднялся до 3-го места в Великобритании, до 2-го в Австралии и стал хитом во многих европейских странах. В том же году вышел фильм «Cha Cha», для которого Лович записалась с Ниной Хаген. Обе артистки с тех пор установили прочные личные и творческие отношения. (Нина включила свою версию «Lucky Number» — «Wir Leben Immer Noch» — в альбом Unbehagan; в 1986 обе дуэтом исполнили песню «Don’t Kill the Animals», входившую во многие сборники).
Второй альбом Flex (1980, #19 UK, #94 US) был записан певицей в Голландии, впервые — с постоянным составом музыкантов. В группу Лович вошли: Лес Чаппелл (англ. Les Chappell, гитара, синтезаторы, вокал), Джастин Хилдрет (англ. Justin Hildreth, ударные), Марк Хэйвард-Чаплин (англ. Mark Hayward-Chaplin, бас-гитара) и Дин Клеватт (англ. Dean Clevatt, клавишные). За релизом последовали продолжительные и в целом успешные гастроли по Великобритании и США. Сингл «What Will I Do Without You» (композиция Криса Джаджа-Смита, Van Der Graaf Generator) в 1982 году предварил выпуск альбома No Man’s Land, имевшего умеренный успех..
По мере того, как новая волна сходила на нет, сверхтеатрализованный, вычурный стиль выступлений Лович практически не менялся. Это (наряду с финансовым крахом Stiff Records) обусловило уход певицы со сцены. В 1990 году она вернулась с альбомом March, выдержанным в прежнем ключе, но прежнего интереса к себе пробудить не сумела (несмотря на то, что сингл «Wonderland» попал в американские танцевальные чарты)..
В 2005 году Лович приняла участие в записи альбома Hawkwind «Take Me to Your Leader».
13 сентября 2005 года новый студийный альбом Лены Лович Shadows and Dust был ограниченным тиражом выпущен на Stereo Society Records.
В 2006 году впервые за много лет Лович выступила с ансамблем — на Drop Dead Festival в Нью-Йорке. В 2007 году Лович выступила — на Пражском Drop Dead Festival
. В 2007 году на MVD Visual вышел DVD Lene Lovich: Live from New York, запись концерта в Studio 54 (1981 год).

## Дискография

### Альбомы
- Stateless (1979)
- Flex (1980)
- New Toy (1981, мини-альбом)
- No Man’s Land (1982)
- March (1990)
- Shadows And Dust (2005)

### Синглы
| Год  | Название сингла                        | Наивысшее место | Наивысшее место | Наивысшее место | Альбом        |
| Год  | Название сингла                        | Англия          | Германия        | Австралия       | Альбом        |
| ---- | -------------------------------------- | --------------- | --------------- | --------------- | ------------- |
| 1978 | «I Think We’re Alone Now»              | -               | -               | -               | Stateless     |
| 1979 | «Lucky Number»                         | 3               | -               | 2               | Stateless     |
| 1979 | «Say When»                             | 19              | -               | -               | Stateless     |
| 1979 | «Bird Song»                            | 39              | 44              | -               | Flex          |
| 1980 | «What Will I Do Without You»           | 58              | -               | -               | Flex          |
| 1980 | «Angels»                               | -               | -               | -               | Flex          |
| 1980 | «The Night»                            | -               | -               | -               | Flex          |
| 1980 | «1980 Global Assault»                  | -               | -               | -               | -             |
| 1981 | «New Toy»                              | 53              | -               | -               | New Toy       |
| 1982 | «It’s You, Only You (Mein Schmerz)»    | 68              | -               | -               | No Man’s Land |
| 1982 | «Blue Hotel»                           | -               | -               | -               | No Man’s Land |
| 1986 | «Don’t Kill the Animals» с Ниной Хаген | -               | -               | -               | -             |
| 1989 | «Wonderland»                           | -               | -               | -               | March         |